# Gökçeköy, Şalpazarı
Gökçeköy là một xã thuộc huyện Şalpazarı, tỉnh Trabzon, Thổ Nhĩ Kỳ. Dân số thời điểm năm 2011 là 449 người.